# Saltet
Saltet is een uit Meyrueis (departement Lozère) stammend geslacht waarvan een lid zich in de 18e eeuw in de Noordelijke Nederlanden vestigde en theologen, medici en kunstenaars voortbracht.

## Geschiedenis
De stamreeks begint met Antoine Saltet die met Louise Salty trouwde. Hun zoon Francois Saltet (1663-?) vluchtte naar Duitsland en werd hoedemaker te Wezel. Zijn kleinzoon Henri Saltet (1727-1807) trouwde in 1752 te Neerbosch en vestigde zich als koopman in Nijmegen. Nageslacht werd predikant, zendeling, theoloog, medicus of kunstenaar.

## Enkele telgen
Hendik Saltet (1760-1812)
- Ds. Peter Rudolph Arend Saltet (1783-1832), Nederlands-Hervormd predikant
  - Dr. Pieter Rudolph Arend Saltet (1826-1852), theologisch doctor
  - Dr. Gerard Hendrik Saltet (1827-1858), medisch doctor, arts
    - Prof. dr. Rudolph Hendrik Saltet (1853-1927), hoogleraar hygiëne aan de Universiteit van Amsterdam
    - Jan Berend Hendrik Saltet (1855-1888), directeur Plateelbakkerij Rozenburg te 's-Gravenhage
      - Augusta Frederica Albrechtina Saltet (1879-1965); trouwde in 1905 met mr. Jean François van Royen (1878-1942), algemeen secretaris van het Hoofdbestuur van de PTT, drukker en uitgever
        - Ir. Sebald Fulco Jan van Royen (1910-<2003), scheikundig ingenieur, directeur Gist-Brocades; trouwde in 1937 met zijn verwante Theodora Catharina Saltet (1916-2009), sinds 2003 dragers van de onderscheiding Rechtvaardige onder de Volkeren (Sebald van Royen postuum)

      - Sally Anny Saltet (1882-1943), zanglerares
- Henrich Saltet (1788-1852), kapitein-kwartiermeester
  - Jan Arnold Saltet (1819-1897), kapitein-kwartiermeester
    - Arnold Hendrik Saltet (1860-1919), hoofdingenieur Waterstaat in Nederlands-Indië
      - Ir. Jan Arnold Saltet (1886-1933), hoofdingenieur Waterstaat van Oost-Java
        - Arnold Hendrik Saltet (1913-1985); trouwde in 1936 met Elsa Blok (1912-1970?), en in 1970 met Sixta Heddema (1912-1988), kunstenares
        - Theodora Catharina Saltet (1916-2009); trouwde in 1937 met haar verwant ir. Sebald Fulco Jan van Royen (1910-<2003), scheikundig ingenieur, directeur Gist-Brocades, zoon van mr. Jean François van Royen (1878-1942) en Augusta Frederica Albrechtina Saltet (1879-1965), dragers van de onderscheiding Rechtvaardige onder de Volkeren
- Johann Bernard Saltet (1792-?), zendeling bij de Hernhutters
- Christian Saltet (1795-1863), apotheker
  - Maria Henriette Saltet (1835-1869); trouwde in 1865 met Martinus Wilhelmus Liernur (1833-1901), kunstschilder en familie van verscheidene kunstenaars

Geslachten die opgenomen zijn in het sinds 1910 verschijnende genealogische naslagwerk Nederland's Patriciaat. Lijst volgens opgave van het CBG Centrum voor familiegeschiedenis.
A · B · C · D · E · F · G · H · I · J · K · L · M · N · O · P · Q · R · S · T · U · V · W · Y · Z